# ماري إليزابيث بوشامب
ماري إليزابيث بوشامب (بالإنجليزية: Mary Elizabeth Beauchamp)‏ هي كاتِبة أمريكية، ولدت في 14 يونيو 1825 في بورلي في المملكة المتحدة، وتوفيت في 1903.